# Nakhl
Le Nakhl Gardani (en persan: نخل گردانی,) est un rituel religieux chiite accompli le jour de l'Achoura pour commémorer la mort et les funérailles de l'imam Hussein, petit-fils du prophète Mahomet, fils d'Ali et de Fatima et le troisième des douze imams du chiisme duodécimain. Le nakhl est une structure en bois utilisée comme représentation symbolique du cercueil de l'Imam.
Le rituel est pratiqué dans de nombreuses villes d’Iran, notamment Yazd, Kashan et Shahroud.
Dehkhoda définit le nakhl comme "un grand cercueil auquel sont attachés poignards, épées, tissus luxueux et miroirs". Les nakhls sont construits dans différentes tailles, des plus simples transportés par deux personnes aux énormes structures soutenues par des centaines d'hommes. 
La structure s'appelle Nakhl, "palmier", car il est supposé que le corps de l'imam Hussein a été déplacé après sa mort à l'ombre d'un palmier, ou parce que son corps a été transporté à l'aide d'un cercueil composé de branches de palmier disponibles à Karbala à cette époque.
|  |  |